# Drucilla Cornell
Drucilla Cornell (16 de junio de 1950-12 de diciembre de 2022) fue una filósofa y teórica feminista estadounidense, cuyo trabajo ha influido en la filosofía política y jurídica, la ética, la deconstrucción, la teoría crítica y el feminismo. Cornell era profesora emérita de Ciencias Políticas, Literatura Comparada y Estudios de la Mujer y el Género en la Universidad de Rutgers, la Universidad Estatal de Nueva Jersey; Profesora de renombre de la Universidad de Pretoria, Sudáfrica; y profesora afiliada en el centro educativo Birkbeck, Universidad de Londres.

## Formación
Drucilla Cornell se licenció en Artes, en Filosofía y Matemáticas en el centro de educación Antioch en 1978, y se doctoró en Jurisprudencia de la Facultad de Derecho de la Universidad de California en Los Ángeles en 1981.

## Carrera
Antes de comenzar su vida como académica, Drucilla Cornell fue organizadora sindical durante varios años en California, Nueva Jersey y Nueva York. Trabajó como organizadora de campo para el Distrito 65 del Sindicato de la Unión Internacional de Automovilística, Aeroespacial y Agricultura de los Trabajadores en América, también conocida en inglés como la United Auto Workers desde los años 1974-1975; luego para el Sindicato de los Trabajadores de la Industria Eléctrica, Radio y Maquinaria de América durante los años 1975-1976.
En los años 1977-1978, volvió a trabajar para el Sindicato de la Unión Internacional de Automovilística, Aeroespacial y Agricultura de los Trabajadores en América. En su recorrido profesional, Drucilla Cornell fue secretaria del honorable Juez Warren J. Ferguson en la Corte de Apelaciones de los Estados Unidos, encargado de los 9 estados pertenecientes al Noveno Circuito (Alaska, Arizona, Idaho, Montana, Nevada, Washington, California, Oregón, Hawái y los territorios de Guam y las islas Mariana del Norte), durante los años 1981-1982; fue profesora asistente en el Departamento de Derecho de la Universidad de Pensilvania de 1983 a 1987, profesora invitada en la Facultad de Derecho Benjamin N. Cardozo, Universidad Yeshiva, 1985-1986, fue nombrada profesora invitada en la Facultad de Derecho Benjamin N. Cardozo en conjunto a la Nueva Escuela de Investigación Social en Leyes y Crítica Teórica desde el verano de 1986 hasta 1987, profesora invitada (otoño de 1988) y profesora de Derecho en la Facultad de Derecho Benjamin N. Cardozo, nuevamente en la Universidad de Yeshiva desde 1988 hasta 1995. Todo el diverso trabajo de Drucilla Cornell está dedicado a pensar la posibilidad de un futuro más justo a través de la filosofía política y el derecho, el feminismo y la teoría crítica.
Drucilla Cornell es quizás más conocida por sus numerosos trabajos sobre la filosofía del derecho feminista. Algunas de sus obras en este ámbito son: Beyond Accommodation: Ethical Feminism, Deconstruction and the Law (1991); Transformations: Recollective Imagination and Sexual Difference (1993); The Imaginary Domain: Abortion, Pornography and Sexual Harassment (1995); y At The Heart of Freedom: Feminism, Sex, and Equality (1998). En estos textos, Cornell va más allá de los debates feministas sobre la igualdad formal, los derechos sexuales y el esencialismo para desarrollar conceptos originales de “feminismo ético” y “dominio imaginario” que posicionan al feminismo como proyecto fundamentalmente ético orientado hacia la reimaginación de la sexualidad. Drucilla Cornell también es más conocida por su obra de gran influencia en la deconstrucción, en particular la obra denominada The Philosophy of the Limit (1992), en la que renombra a la deconstrucción como "la filosofía del límite" y defiende la importancia política y ética del trabajo de Jacques Derrida. Estos intentos de repensar el derecho y la jurisprudencia como la apertura de la posibilidad de la justicia llevaron a Drucilla Cornell a sus obras posteriores: Just Cause: Freedom, Identity and Rights (2000); Defending Ideals: War, Democracy, and Political Struggles (2004); Moral Images of Freedom: A Future for Critical Theory (2008); Symbolic Forms for a New Humanity: Cultural and Racial Reconfigurations of Critical Theory. Estos textos se basan en la teoría feminista, racial y crítica para defender la importancia de la imaginación y las formas simbólicas en el proyecto de libertad, la preservación de la dignidad y la creación de un nuevo futuro para la humanidad. El interés de Drucilla Cornell por la estética se destaca aún más en Between Women and Generations: Legacies of Dignity (2004) y en Clint Eastwood and Issues of American Masculinity (2009). En estos textos, explora el cine y la narrativa personal de las mujeres como sitios cruciales para la reconfiguración estética de lo que significa ser humano, tanto individual como colectivamente.
En 2003, fundó el Proyecto uBuntu, que investigó y abogó por la importancia de los ideales y valores indígenas como uBuntu. El proyecto abogó por la reconstitucionalización de uBuntu a nivel de la corte constitucional, explicación que, de primera mano puede resultar un poco confusa, no obstante, en esencia, resultó ser una unión de los valores de las sociedades pertenecientes al lugar a modo de cordón umbilical, propiciando una independencia del individuo respecto a su madre o lugar de nacimiento, siendo capaz de desenvolverse mediante los valores éticos. El trabajo de Cornell en Sudáfrica con el Proyecto uBuntu la condujo a nuevos trabajos, véase el libro uBuntu and the Law: African Ideals and Postapartheid Jurisprudence (coeditado con Nyoko Muvangua, 2011) y Law and Revolution in South Africa: uBuntu, Dignity and the Struggle for Constitutional Transformation (2014). Aquí, Cornell explora el papel de los valores indígenas, especialmente uBuntu, en la ley, la política y la ética de la nueva Sudáfrica. Este trabajo en Sudáfrica se fue construyendo sobre el proyecto de toda la carrera de Cornell de reinventar la ley como una fuerza de transformación ética revolucionaria al mirar más allá de la tradición intelectual euroamericana. También ha producido un documental sobre la ética humanista africana de uBuntu, titulado uBuntu Hokae. La profundidad y el alcance del trabajo visionario de Cornell la han llevado a ser llamada “una de las últimas grandes teóricas críticas de nuestro tiempo”.
Su investigación se centró en el pensamiento continental contemporáneo, la teoría crítica, la movilización política y jurídica de base, la jurisprudencia, la literatura femenina, el feminismo, la estética, el psicoanálisis y la filosofía política.

## Dramaturgia
Su primera obra, producida en 1989, fue una adaptación dramática de Finnegans Wake, que continúa representándose el Bloomsday, evento anual que se celebra en honor al personaje Ulises, de la novela del mismo nombre perteneciente al autor James Joyce. Sus otras obras, The Dream Cure, Background Interference y Lifeline, han sido producidas en Nueva York y otras ciudades como Los Ángeles, Atlanta, Boca Rotan, Florida y Ciudad del Cabo, Sudáfrica.
En la obra de Drucilla Cornell denominada SIDELIGHTS: In At the Heart of Freedom: Feminism, Sex, and Equality se explica por qué las personas deberían tener la libertad de expresarse libremente en un contexto sexual. Cornell cree que si las personas tienen libertad sexual se volverán iguales. Toca temas como la prostitución, los matrimonios de homosexuales y lesbianas, la adopción, los derechos reproductivos y la mutilación genital femenina. "Este es un estudio provocador y reflexivo que promete generar mucha discusión y debate entre feministas y teóricos sociales de todo tipo", señala Linda M. Maccammon en una reseña realizada en la revista académica Theological Studies. Presenta una discusión sobre teoría feminista entre cuatro prominentes filósofas feministas, Seyla Benhabib, Judith Butler, Nancy Fraser y la propia Drucilla Cornell. Cada mujer presenta sus teorías y comentan las ideas. "Este volumen es la introducción más viva y penetrante que conozco al debate sobre el posmodernismo en la teoría feminista", afirma Jane Mansbridge en una reseña en American Political Science Review.
Drucilla Cornell cree que las mujeres deberían tener derecho a elegir y está en contra de la pornografía ni el acoso sexual. En The Imaginary Domain: Abortion, Pornography, and Sexual Harassment, analiza sus sentimientos sobre estos temas con un punto de vista diferente al de aquellos que formularon las leyes vigentes relacionadas con estos temas. La colaboradora de Library Journal, Beverly Miller, calificó el libro de "audaz, provocativo y original".

## Puntos de vista filosóficos
La profesora Drucilla Cornell ha escrito en los campos del idealismo alemán y la teoría crítica, incluida la filosofía francesa contemporánea. En los últimos años, su investigación se ha centrado en la teoría feminista, la teoría crítica racial y, más concretamente, en la revolución sustantiva de Sudáfrica, es decir en la situación de las sociedades fragmentadas post-apartheid. Drucilla Cornell ofrece una visión muy original de lo que la teoría feminista puede aportar a la mujer contemporánea. Desafía las versiones esencialistas y naturalistas de la sexualidad femenina, argumentando que cualquier intento de afirmar el valor y la diferencia de la mujer enfatizando su rol maternal o repudiando lo femenino solo atrapa a las mujeres, una vez más, en un contenedor que restringe la diferencia sexual femenina, legitima la fantasía masculina. de la mujer, y restablece, en lugar de desmantelar, la jerarquía de género. En respuesta a estos movimientos, se esfuerza por ampliar el alcance de la teoría feminista articulando una plataforma, a partir del concepto de universalismo relativo, que propone la idea de que las mujeres no son un grupo unificado y homogéneo, aunque estén posicionadas como mujeres en el patriarcado. La teoría de Drucilla Cornell permite reconocer diferencias en las situaciones de las mujeres sin renunciar a la idea de que las mujeres luchan contra un fenómeno común llamado patriarcado.

## Trabajo en Sudáfrica
Desde 2008 hasta finales de 2009, la profesora Drucilla Cornell ocupó la Cátedra de la Fundación Nacional de Investigación sobre Derecho Consuetudinario, Valores Indígenas y Jurisprudencia de la Dignidad en la Universidad de Ciudad del Cabo, Sudáfrica. Actualmente sigue siendo la codirectora de ese proyecto con Chuma Himonga y también es codirectora del uBuntu Township Project, con Madoda Sigonyela. En 2005, realizó junto a Karin van Marle un documento de gran importancia acerca del derecho constitucional de Ubuntu, el cual supuso una aproximación de la identidad africana desde la jurisprudencia africana y la legalidad. La profesora Drucilla Cornell es una defensora e investigadora de Khulamani, una organización dedicada al estudio de personas que sufrieron bajo el apartheid y ahora luchan por encontrar formas nuevas y creativas de contrarrestar la devastación que queda debido al sistema de capitalismo racializado. Dentro del Proyecto uBuntu se publicaron varios libros. El primero, uBuntu and the Law: Indigenous Ideals and Postapartheid Jurisprudence y el segundo, The Dignity Jurisprudence of the South African Constitutional Court, fueron publicados en 2012 por Fordham Press. Uno de sus últimas libros sobre Sudáfrica se produjo en 2014 bajo el nombre de Law & Revolution in South Africa, donde sigue el legado de la formación de las leyes africanas tras los sucesos del apartheid y la restauración del respecto social a años acontecidos de colonialismo, racismo y violencia.

## Dominio imaginario (Imaginary Domain)
El Dominio Imaginario se refiere al ideal legal y moral que fue nombrado para proteger el espacio psíquico necesario para reelaborar la diferencia sexual individual, el ser sexuado, las identificaciones raciales y étnicas, así como cualquier otra fantasía compleja de personalidad.
Drucilla Cornell acuñó la frase ``dominio imaginario´´ en el libro del mismo nombre en 1995. La frase originalmente tenía la intención de intervenir en los debates feministas que se habían vuelto enconados sobre si las mujeres o cualquier otra identidad podían apelar a las identidades establecidas como base del derecho. Drucilla Cornell argumentó que era posible defender un ideal práctico del dominio imaginario sin tener que resolver estos debates particulares, ya que, como derecho moral o legal, era a la persona a quien se le daba el espacio imaginado para recrear y resimbolizar todos sus o sus identificaciones. Así, el dominio imaginario no cayó en nociones de derecho como inscripto necesariamente de identidades de víctimas o estados de lesión, ya que al menos en el nivel de la fantasía, la persona es protegida como el sitio de sus propias configuraciones identitarias.

## Logros alcanzados
Drucilla Cornell recibió subvenciones de Mellon Foundation y de American Council of Learned Societies en 1991. Fue nombrada profesora emérita de la Universidad de Rutgers. Ha dado numerosas conferencias y realizó seminarios en todo el mundo, incluidos los Estados Unidos, Sudáfrica, Japón, Serbia, Canadá y Macedonia. Es una de las fundadoras del Proyecto uBuntu (2003), que investigó y abogó por la importancia de los ideales y valores indígenas en Sudáfrica.

## Libros
- Benhabib, Seyla; Cornell, Drucilla, eds (1987). Feminism as Critique: On the Politics of Gender.
- Cornell, Drucilla; Carlson, David Gray; Rosenfeld, Michel, eds (1991). Hegel and Legal Theory.
- Cornell, Drucilla (1991). Beyond Accommodation: Ethical Feminism, Deconstruction and the Law.
- Cornell, Drucilla; Rosenfeld, Michel; Carlson, David Gray, eds (1992). Deconstruction and the Possibility of Justice.
- Cornell, Drucilla (1992). The Philosophy of the Limit.
- Cornell, Drucilla (1993). Transformations: Recollective Imagination and Sexual Difference.
- Benhabib, Seyla; Butler, Judith; Cornell, Drucilla; Fraser, Nancy (1995). Feminist Contentions: A Philosophical Exchange.
- Cornell, Drucilla (1995). The Imaginary Domain: Abortion, Pornography, and Sexual Harassment.
- Cornell, Drucilla (1998). At the Heart of Freedom: Feminism, Sex, and Equality.
- Cornell, Drucilla (2000). Just Cause: Freedom, Identity, and Rights.
- Cornell, Drucilla (2000). Feminism and Pornography.
- Cornell, Drucilla (2002). Between Women and Generations: Legacies of Dignity.
- Cornell, Drucilla (2004). Defending Ideals: War, Democracy, and Political Struggles.
- Cornell, Drucilla (2007). Moral Images of Freedom: A Future for Critical Theory.
- Cornell, Drucilla (2009). Clint Eastwood and Issues of American Masculinity.
- Cornell; Drucilla; Barnard-Naude, Jaco; Du Bois, Francois, eds (2009). Dignity, Freedom and the Post-Apartheid Legal Order: The Critical Jurisprudence of Justice Laurie Ackermann
- Cornell, Drucilla; Panfilio, Kenneth Michael (2010). Symbolic Forms for a New Humanity: Cultural and Racial Reconfigurations of Critical Theory.
- Cornell, Drucilla; Muvangua, Nyoko, eds (2012). uBuntu and the Law: African Ideals and Postapartheid Jurisprudence.
- Cornell, Drucilla (2014). Law and Revolution in South Africa: uBuntu, Dignity, and the Struggle for Constitutional Transformation.
- Cornell, Drucilla; van Marle, Karin; Sachs, Albie (2014). Albie Sachs and Transformation in South Africa: From Revolutionary Activist to Constitutional Court Judge.
- Cornell, Drucilla; Seely, Stephen D. (2016). The Spirit of Revolution: Beyond the Dead Ends of Man.
- Cornell, Drucilla; Friedman, Nick (2016). The Mandate of Dignity: Ronald Dworkin, Revolutionary Constitutionalism, and the Claims of Justice

### Capítulos de libros
- Cornell, D. (2005). Feminism, utopianism, and the role of the ideal in political philosophy. Na
- Andreasen, Robin O. (eds.), Feminist theory: a philosophical anthology, Oxford, UK Malden, Massachusetts: Blackwell Publishing, pp. 414–421, ISBN 9781405116619.

### Artículos online en acceso abierto
- Cornell, D. (2011). Review essay: Trauma, eros and democratic futures. Philosophy & Social Criticism, 37(1), 119-135.